# Andrea Ojeda
Andrea Ojeda (17 de janeiro de 1985) é uma futebolista argentina que atua como atacante.

## Carreira
Andrea Ojeda integrou o elenco da Seleção Argentina de Futebol Feminino, nas Olimpíadas de 2008. 